# Paul Thomas Anderson

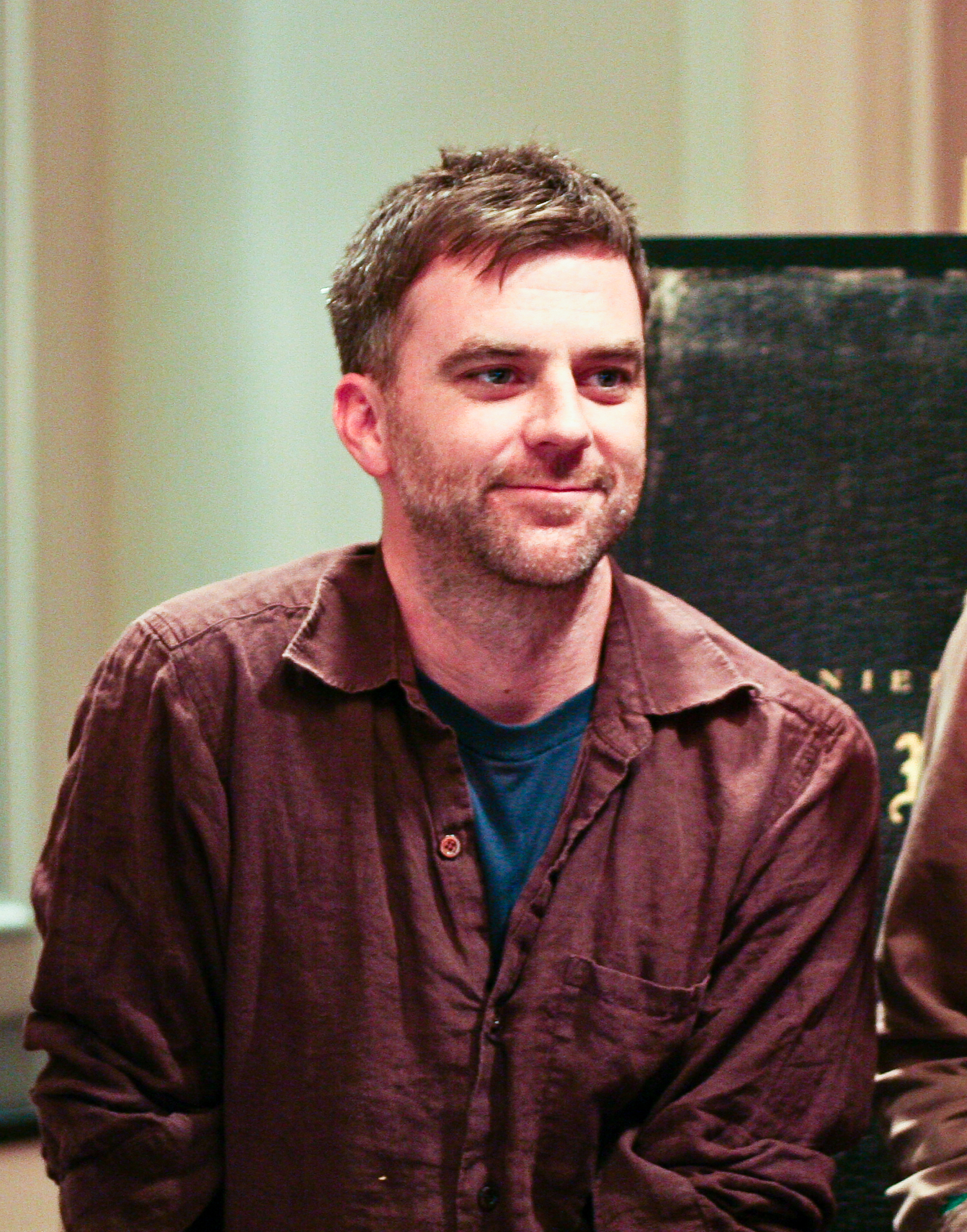
Paul Thomas Anderson, 2007

Paul Thomas Anderson (* 26. Juni 1970 in Studio City, Kalifornien) ist ein US-amerikanischer Filmregisseur, Drehbuchautor, Filmproduzent und Kameramann.

## Leben
Paul Thomas Anderson wurde am 26. Juni 1970 als Sohn von Edwina und Ernie Anderson in Studio City, Kalifornien geboren. Sein Vater war DJ, Schauspieler und Synchronsprecher. Anderson wuchs in San Fernando Valley auf und hatte eine schwierige Beziehung zu seiner Mutter, dafür aber eine enge Verbindung zu seinem Vater, welcher ihn dazu ermutigte, Autor oder Regisseur zu werden. Er besuchte mehrere Schulen, unter anderen die Buckley School in Sherman Oaks sowie die John Thomas Dye School, die Campbell Hall School, die Cushing Academy und die Montclair College Preparatory School.
Anderson fing bereits in jungen Jahren mit dem Filmemachen an und hatte nie wirklich einen Alternativplan zu seinem Wunsch, Filmregisseur zu werden. Er drehte zuerst Filme mit einer Betamax-Videokamera, die ihm sein Vater 1982 kaufte, als Paul Thomas Anderson zwölf Jahre alt war. Später benutzte er 8-mm-Film, hielt aber Videofilm für viel einfacher zu handhaben. Er begann als Teenager zu schreiben und im Alter von 17 experimentierte er mit einer Bolex-16-mm-Kamera. Nach einigen Jahren schrieb und filmte er seine erste richtige Produktion mit dem Geld, welches er sich als Highschool-Schüler verdiente, indem er Käfige in einem Haustiergeschäft reinigte. Der Film war eine dreißigminütige Mockumentary, gefilmt auf Video, mit dem Namen The Dirk Diggler Story (1988), über einen männlichen Pornodarsteller (inspiriert durch John Holmes, welcher außerdem eine sehr große Inspiration für Andersons Film Boogie Nights war).

## Karriere
Die Filme von Anderson verfügen oft über eine große Anzahl von Figuren und komplexen, vielschichtigen Handlungen und kommen bei Kritikern und Publikum gleichermaßen gut an. Er galt zu Beginn seiner Karriere als eines von Hollywoods großen Talenten und wurde nach der Veröffentlichung von Boogie Nights und Magnolia bereits als Wunderkind gefeiert. Während seiner Liaison mit der Sängerin Fiona Apple inszenierte er auch ihre Musikvideos.
Anderson besuchte nie eine Filmschule und lernte sein Handwerk, indem er sich die Filme seiner Lieblingsregisseure anschaute, Bücher und Magazine über die technische Seite des Filmemachens las und sich Filme mit dem Audiokommentar der Regisseure ansah. Er glaubt, dass Filmschulen „kompletter Schwindel“ sind, weil „die Informationen bereits vorhanden sind, wenn man sie haben will“. Er nennt Martin Scorsese, Robert Altman, Jonathan Demme, Stanley Kubrick, Orson Welles und Max Ophüls als seine größten Inspirationen als Regisseur.
Schauspieler, die in seinen Filmen häufiger auftreten, sind unter anderem Philip Seymour Hoffman, Philip Baker Hall, Julianne Moore, William H. Macy, Luis Guzmán und John C. Reilly. Weitere Schauspieler in Andersons Filmen sind unter anderen Gwyneth Paltrow, Samuel L. Jackson, Mark Wahlberg, Daniel Day-Lewis, Burt Reynolds, Tom Cruise, Adam Sandler und Joaquin Phoenix.

### Frühe Karriere
Nachdem Anderson zwei Semester Anglistik auf dem Emerson College und nur zwei Tage an der New York University studierte, begann er seine Karriere als Produktionsassistent für Fernsehfilme, Musikvideos und Gameshows in Los Angeles und New York. Mit etwas Geld, welches er bei Glücksspielen gewann, der Kreditkarte seiner Freundin und 10.000 US-Dollar, die ihm sein Vater für das College zur Seite legte, drehte Anderson einen zwanzigminütigen Film, den er als sein „College“ bezeichnete.
Der Film, den er machte, war Cigarettes & Coffee (1993), ein Kurzfilm über einen Zwanzig-Dollar-Schein, der mehrere Handlungsstränge miteinander verband. Der Film wurde 1993 auf dem Sundance Film Festival gezeigt und Anderson entschied sich, den Kurzfilm in einen abendfüllenden Spielfilm zu erweitern und wurde infolgedessen 1994 vom Sundance Institute zu einer Art Filmemacher-Workshop eingeladen. Dort fungierte Michael Caton-Jones als sein Mentor und sah Anderson als jemanden mit „Talent und einer vollständig ausgeformten kreativen Stimme, aber wenig praktischer Erfahrung“ und gab ihm einige nützliche Tipps.

### 1990er Jahre
Während des Sundance Film Festivals hatte Anderson bereits die Übereinkunft mit Rysher Entertainment getroffen, seinen ersten Spielfilm zu drehen, welcher 1996 unter dem Titel Last Exit Reno veröffentlicht wurde. Die Anerkennung für den Film eröffnete Anderson die Tür für seine weitere Karriere.
Anderson begann an dem Drehbuch für seinen nächsten Film während der Produktion von Last Exit Reno zu arbeiten und beendete es im Sommer 1995. Das Ergebnis war Andersons Durchbruchsfilm Boogie Nights (1997), ein Spielfilm, basierend auf seinem Kurzfilm The Dirk Diggler Story. Das Drehbuch landete bei New Line Cinemas Geschäftsführer, Michael De Luca, welcher es nach dem Lesen „total gaga“ nannte. Der Film wurde 1997 in den USA veröffentlicht und war sowohl kommerziell als auch künstlerisch ein großer Erfolg. Der Film belebte die Karriere von Burt Reynolds wieder und bedeutete den Durchbruch für Mark Wahlberg und Julianne Moore. Der Film erhielt drei Oscarnominierungen, für den besten Nebendarsteller (Burt Reynolds), die beste Nebendarstellerin (Julianne Moore) und das beste Originaldrehbuch.
Nach dem Erfolg von Boogie Nights wurde Anderson von New Line zugesichert, dass er bei seinem nächsten Film machen könne, was er wolle und die volle kreative Kontrolle hätte, ohne dass sie überhaupt die Idee für sein nächstes Projekt kannten. Obwohl er ursprünglich einen Film machen wollte, der „intim und minimalistisch“ werden sollte, wurde das Drehbuch während des Schreibens immer umfangreicher. So entstand das Ensemblewerk Magnolia (1999), das die Geschichte der eigentümlichen Wechselwirkung zwischen den Leben von mehreren Personen in San Fernando Valley, California erzählt.
Anderson benutzte die Musik von Aimee Mann als Basis und Inspiration für den Film und gab ihr den Auftrag, acht weitere Songs zu schreiben. Magnolia erhielt drei Oscarnominierungen, für den besten Nebendarsteller (Tom Cruise), den besten Originalsong für Save Me von Aimee Mann und für das beste Originaldrehbuch. In einem Interview nach Veröffentlichung des Films wurde Anderson mit folgenden Worten zitiert: „…was ich wirklich fühle, ist, dass Magnolia, wohl oder übel, der beste Film ist, den ich je machen werde.“

### 2000er Jahre

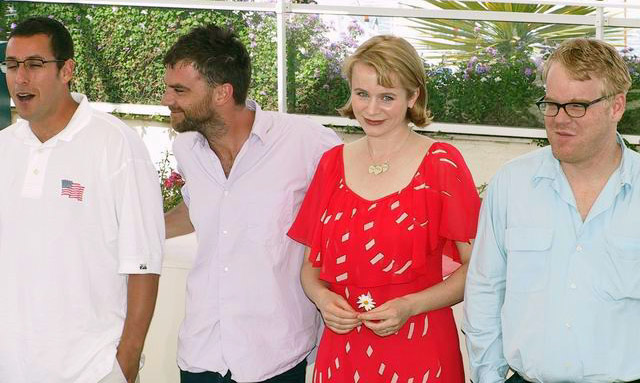
Adam Sandler, Paul Thomas Anderson, Emily Watson und Philip Seymour Hoffman in Cannes 2002

Nach der Veröffentlichung von Magnolia gab Anderson an, in Zukunft gerne einmal mit Adam Sandler arbeiten zu wollen. Er machte seine Ankündigung wahr, indem er 2002 die romantische Komödie Punch-Drunk Love mit Adam Sandler und Emily Watson drehte. Die Geschichte handelt von einem Kleinunternehmer (Sandler) mit Wutproblemen und sieben dominanten Schwestern. Sandler erhielt viele positive Kritiken für seine erste ernste Rolle, abseits der Mainstream-Komödien, welche ihn zum Star machten. Roger Ebert schrieb, dass „Sandler unerwartete Tiefe als Schauspieler offenbart. Wenn man diesen Film sieht, kann man ihn sich in Dennis-Hopper-Rollen vorstellen. Er hat Düsterkeit, Obsession und Kraft.“ Auf dem Cannes Film Festival 2002 gewann der Film den Preis für die beste Regie und war für die goldene Palme als bester Film nominiert.
There Will Be Blood (2007) basierte lose auf dem Roman Oil! von Upton Sinclair. Das Budget des Films betrug 25 Millionen Dollar und spielte weltweit 76,1 Millionen Dollar ein. Anderson äußerte schon früher den Wunsch, mit Daniel Day-Lewis arbeiten zu wollen, der hier die Hauptrolle übernahm und dafür einen Oscar gewann. Paul Dano erhielt eine BAFTA-Nominierung als bester Nebendarsteller. Anderson wurde von der Directors Guild of America als bester Regisseur nominiert. Der Film erhielt außerdem acht Oscarnominierungen, gemeinsam mit No Country for Old Men die meisten in diesem Jahr. Anderson bekam Nominierungen für den besten Film, die beste Regie und das beste adaptierte Drehbuch, unterlag jedoch in allen drei Kategorien den Coen-Brüdern für No Country For Old Men. There Will Be Blood wurde weitgehend als einer der größten Filme des Jahrzehnts betrachtet und einige erklärten ihn zu einem der besten amerikanischen Filme, die je gemacht wurden.

### 2010er Jahre
Im Dezember 2009 berichtete Variety, dass Anderson an einem neuen Drehbuch arbeitet, vorläufig The Master betitelt, über einen „charismatischen Intellektuellen“, der in den 1950er Jahren eine neue Religion gründet. Obwohl der Film keine Referenz zu dieser Bewegung hat, wurde lange behauptet, die Geschichte würde auf Scientology basieren. Es wurde berichtet, dass Andersons langjähriger Arbeitspartner Philip Seymour Hoffman die Hauptrolle übernimmt. Reese Witherspoon und Jeremy Renner waren im Gespräch, an der Seite von Hoffman zu fungieren, aber die Rollen gingen letztendlich an Joaquin Phoenix und Amy Adams. The Master wurde am 14. September 2012 von The Weinstein Company in den USA und Kanada veröffentlicht.
In Deutschland startete der Film am 21. Februar 2013 in den Kinos.
Andersons nächstes Projekt war eine Adaption von Thomas Pynchons Roman Inherent Vice aus dem Jahre 2009. Dies ist das erste Mal, dass Pynchon zugestimmt hat, seine Arbeit für die Kinoleinwand adaptieren zu lassen. Der Film hatte im Oktober 2014 seine Premiere beim New York Film Festival.
Im Jahr 2015 führte Anderson Regie bei dem 54-minütigen Dokumentarfilm Junun, der die Produktion des gleichnamigen Musikalbums durch den Radiohead-Gitarristen Jonny Greenwood, den israelischen Komponisten Shye Ben Tzur und der indischen Musikgruppe Rajasthan Express schildert. Die meisten Titel wurden in der im 15. Jahrhundert erbauten Festungsanlage Meherangarh im indischen Bundesstaat Rajasthan aufgenommen. Junun hatte seine Premiere beim New York Film Festival 2015.
2016 fanden drei seiner Filme (There Will Be Blood, The Master, Inherent Vice) bei der BBC-Wahl zu den 100 bedeutendsten Filmen des 21. Jahrhunderts Berücksichtigung. Sein Film Der seidene Faden erhielt sechs Nominierungen für den Oscar 2018.

## Filmografie
Spielfilme
- 1996: Last Exit Reno (Sydney / Hard Eight)
- 1997: Boogie Nights
- 1999: Magnolia
- 2002: Punch-Drunk Love
- 2007: There Will Be Blood
- 2012: The Master
- 2014: Inherent Vice – Natürliche Mängel (Inherent Vice)
- 2017: Der seidene Faden (Phantom Thread)
- 2021: Licorice Pizza

Kurzfilme
- 1987: The Dirk Diggler Story
- 1993: Cigarettes and Coffee
- 1998: Flagpole Special
- 2002: Couch
- 2019: Anima

## Privates
Paul Thomas Anderson lebt mit der ehemaligen SNL-Darstellerin Maya Rudolph zusammen. Sie haben vier gemeinsame Kinder, drei Töchter (* 2005, 2009 und 2013) und einen Sohn (* 2011).

## Auszeichnungen und Nominierungen
Paul Thomas Anderson wurde bisher für insgesamt 11 Oscars nominiert, konnte jedoch bis heute noch keinen gewinnen. Für Boogie Nights 1998 und für Magnolia im Jahre 2000 erhielt er jeweils eine Oscar-Nominierung für das Beste Originaldrehbuch. Für Punch-Drunk Love gewann er 2002 den Regiepreis der Filmfestspiele von Cannes.
Für There Will Be Blood erhielt er 2008 drei Oscar-Nominierungen für Bester Film, Beste Regie und Bestes adaptiertes Drehbuch. Er wurde auf der Berlinale mit einem Silbernen Bären für „Beste Regie“ ausgezeichnet. Bei den Chlotrudis Awards konnte er zweimal (2003 und 2008) den Preis für die Beste Regie gewinnen.
Für Der seidene Faden wurde er 2018 für den Besten Film und die Beste Regie nominiert.
Für Licorice Pizza erhielt er 2022 Nominierungen für den Besten Film (gemeinsam mit Sara Murphy und Adam Somner), die Beste Regie und das Beste Originaldrehbuch. Bei den British Academy Film Awards 2022 erhielt er den Preis für das Beste Originaldrehbuch.
Im Jahre 2004 belegte Anderson Platz 24 auf der Liste der vierzig besten Regisseure der Zeitung The Guardian. 2007 wählte ihn Total Film auf Platz 20 der größten Regisseure aller Zeiten, während ihn das American Film Institute als „einen von Amerikas modernen Filmemeistern“ bezeichnete. 2011 stufte Entertainment Weekly ihn als den zehntgrößten derzeit arbeitenden Regisseur ein und bezeichnete ihn als „einen der dynamischsten Regisseure der letzten zwanzig Jahre“. Im folgenden Jahr platzierte The Guardian ihn auf Platz 1 auf ihrer Liste Die 23 besten derzeitigen Filmregisseure der Welt und gab an: „Seine Hingabe an seine Kunst hat sich verschärft und mit seiner Verachtung für PR und Berühmtheit macht ihn das zum überzeugendsten Filmemacher seiner Generation.“